# La Máquina de Pinball
La Máquina de Pinball (The Pinball Number Count en la versión original) era una serie de fragmentos animados que aparecía en el espacio infantil Barrio Sésamo. En cada capítulo, se mostraba como una bola de pinball recorría una extravagante máquina de pinball mientras los Pointers Sisters cantaban una canción (contando números). La canción terminaba al llegar al número doce, que en cada fragmento se centraba en un determinado número.
Se hicieron episodios para los números desde el dos al doce. Para el número uno nunca se hizo.
Cada fragmento contenía partes comunes a los demás al principio y final del corto, como el lanzamiento de la bola o la salida de la bola del juego. Entre estas dos secuencias, había diferentes animaciones (específicas para cada número y segmento) de la bola en juego. En esta parte central, se mostraba una escena en la que una serie de dispositivos movían la bola por el interior de la máquina. Esas escenas, estaban ligadas a un tema, como un parque de atracciones, la jungla, el bosque, el desierto, el circo, un campo de golf, una granja, etc.
Fue producida y animada por Jeff Hale's Imagination Inc. La animación fue dirigida por Hale quien también desarrolló el concepto y diseño de los fragmentos. La animación recuerda estilos como el pop art o la psicodelia contemporánea, puestos de manifiesto en los golpeadores, los coloridos motivos geométricos o los fantásticos artilugios de la máquina.
La música fue compuesta por Walt Kraemer, quien también hizo las veces de productor, y fue arreglada por Ed Bogas. La letra era de los Pointer Sisters. De los arreglos de los once cortos emanaban sonidos de la cultura urbana de los setenta, sobre todo jazz y funky, y en menor medida otros estilos como el Calipso caribeño. Las secciones intermedias (específicas para cada número), contienen un solo instrumental improvisado (había tres diferentes) sobre una progresión básica de saxofón soprano, guitarra eléctrica y Calipso.La letra fue arreglada del mismo modo, con los Pointers gritando los números del dos al doce a diferente intensidad cada vez que la bola golpeaba una diana.
- Datos: Q5964471